# Attero Dominatus
| Críticas profissionais | Críticas profissionais |
| Avaliações da crítica  | Avaliações da crítica  |
| Fonte                  | Avaliação              |
| ---------------------- | ---------------------- |
| Metal Storm            | (8.8/10)               |
| Sputnikmusic           | 4 de 5 estrelas.       |
| Metal Temple           | 7 de 10 estrelas.      |
| Metal Rules            | 4 de 5 estrelas.       |
| Lords of Metal         | (8.2/10)               |

Attero Dominatus é o segundo álbum de estúdio da banda sueca de power metal Sabaton. O álbum foi lançado no dia 28 de julho de 2006, na Europa, e em 29 de janeiro de 2008, nos Estados Unidos. Alcançou o número 16 na parada musical de álbuns da Suécia.

## Faixas
| N.º | Título               | Tema abordado | Duração |  |
| 1.  | "Attero Dominatus"   | Sobre a Batalha de Berlim, a partir da perspectiva soviética.                                                                                               | 03:43   |  |
| 2.  | "Nuclear Attack"     | Sobre Hiroshima e Nagasaki. | 04:10   |  |
| 3.  | "Rise of Evil"       | Sobre os acontecimentos que envolveram a criação do Terceiro Reich e os eventos que levaram à Segunda Guerra Mundial, a partir da perspectiva dos nazistas. | 08:19   |  |
| 4.  | "In the Name of God" | Sobre organizações como o Hamas, a Al-Qaeda e os Talibãs, a partir da perspectiva dos que se opõem às suas ações.                                           | 04:06   |  |
| 5.  | "We Burn"            | Sobre crimes durante a Guerra Civil Iugoslava, da perspectiva dos agressores.                                                                               | 02:55   |  |
| 6.  | "Angels Calling"     | Sobre a Primeira Guerra Mundial. | 05:57   |  |
| 7.  | "Back in Control"    | Sobre a Guerra das Malvinas, a partir da perspectiva britânica.                                                                                             | 03:14   |  |
| 8.  | "Light in the Black" | Sobre as forças de manutenção de paz, como o das Nações Unidas.                                                                                             | 04:52   |  |
| 9.  | "Metal Crüe"         | Sobre o heavy metal, é construído inteiramente por nomes de bandas famosas.                                                                                 | 03:42   |  |

## Formação
- Joakim Brodén : Vocais
- Oskar Montelius : Guitarras
- Rikard Sundén : Guitarras
- Pär Sundström : Baixo
- Daniel Mullback : Bateria
- Daniel Mÿhr : Teclados

## Créditos
- Mattias Norén : Arte da capa